# Cadishead
Cadishead è un villaggio periferico di campagna della città di Salford nella contea della Grande Manchester, in Inghilterra.